# فرودگاه کیمیروت
فرودگاه کیمیروت (به انگلیسی: Kimmirut Airport) یک فرودگاه همگانی باربری با کد یاتا YLC است که یک باند فرود شن دارد و طول باند آن ۵۷۹ متر است. این فرودگاه در کشور کانادا قرار دارد و در ارتفاع ۵۲ متری از سطح دریا واقع شده است.

## شرکت‌های هواپیمایی و مقصدهای پروازی

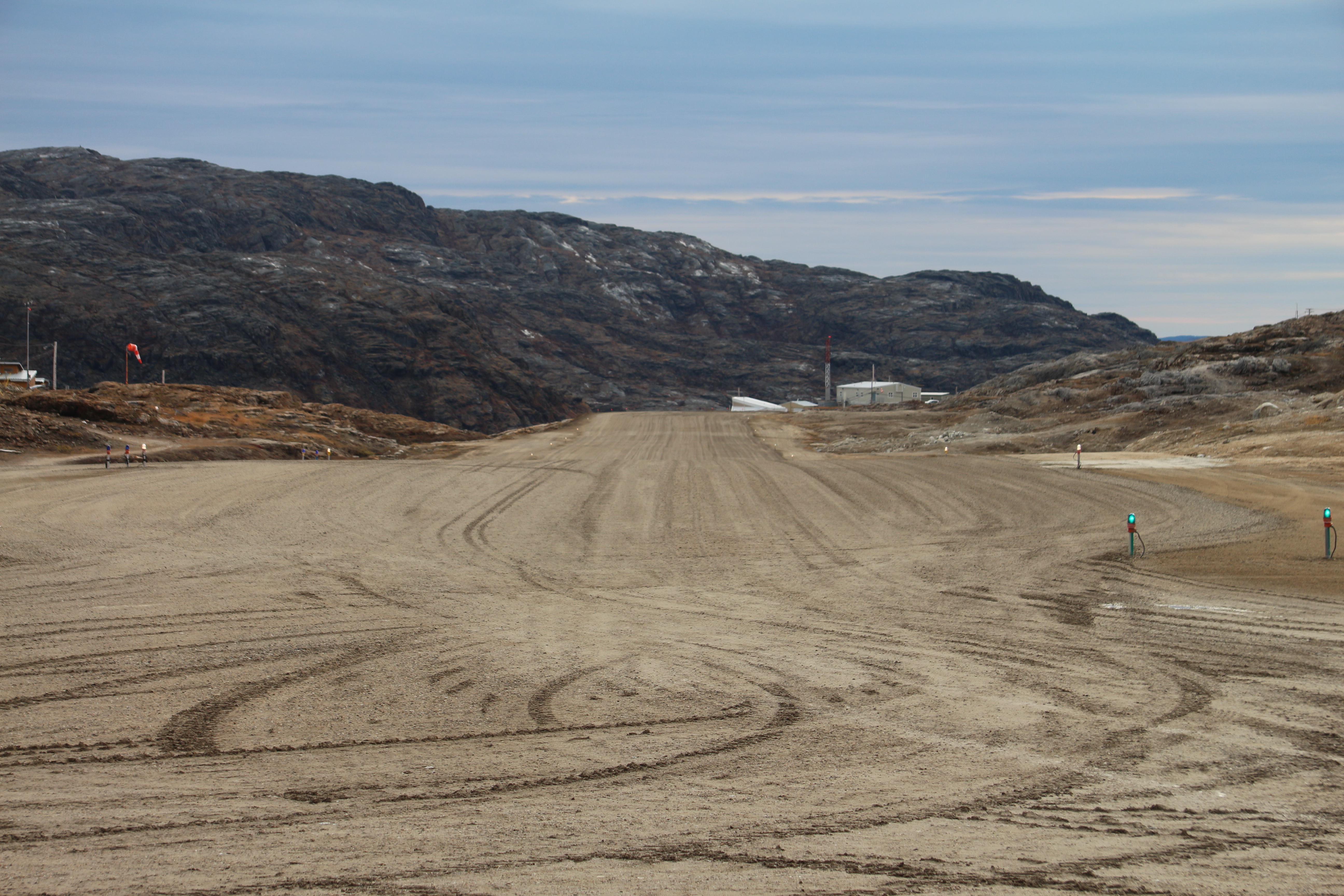
Threshold of runway 16

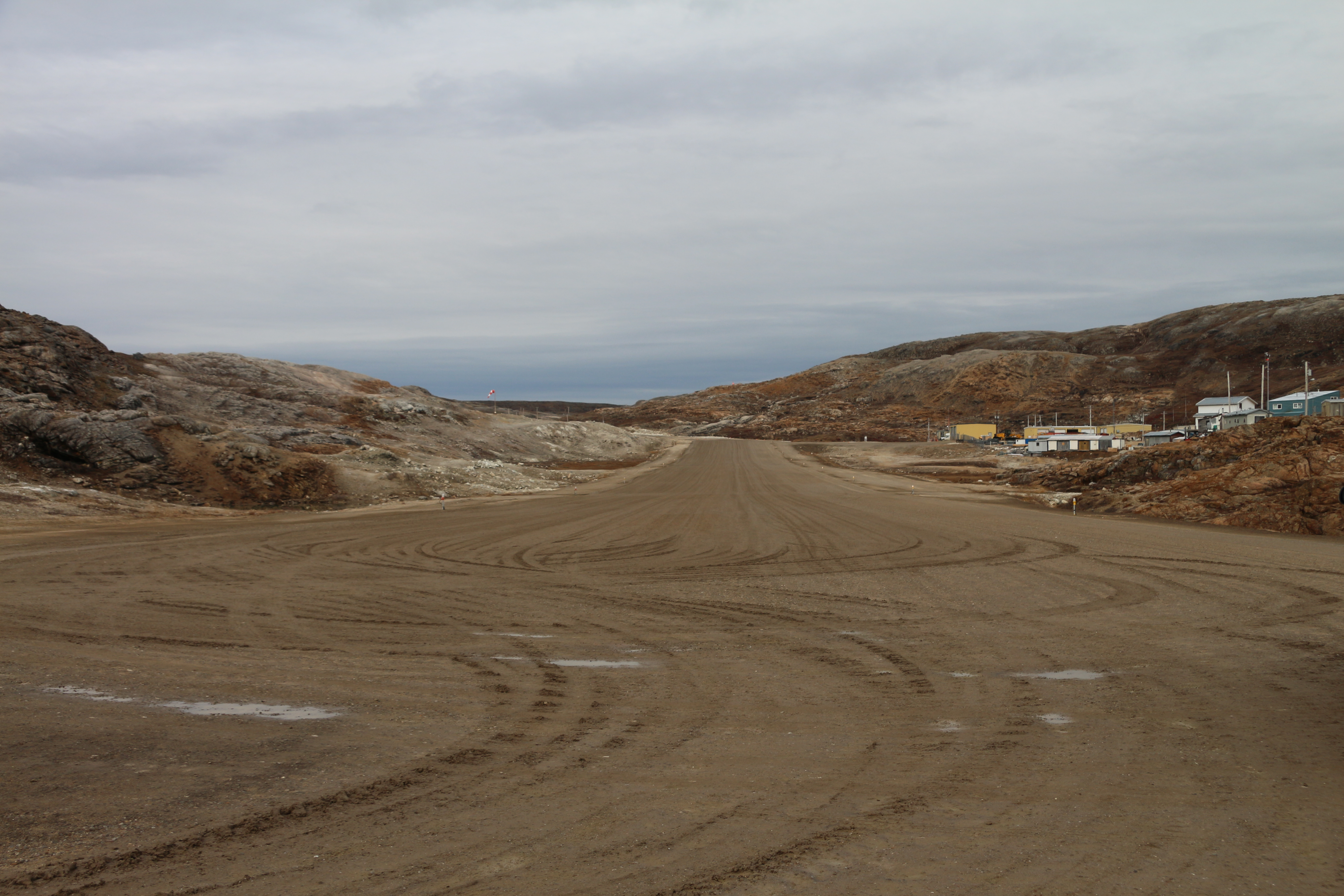
Threshold of runway 34

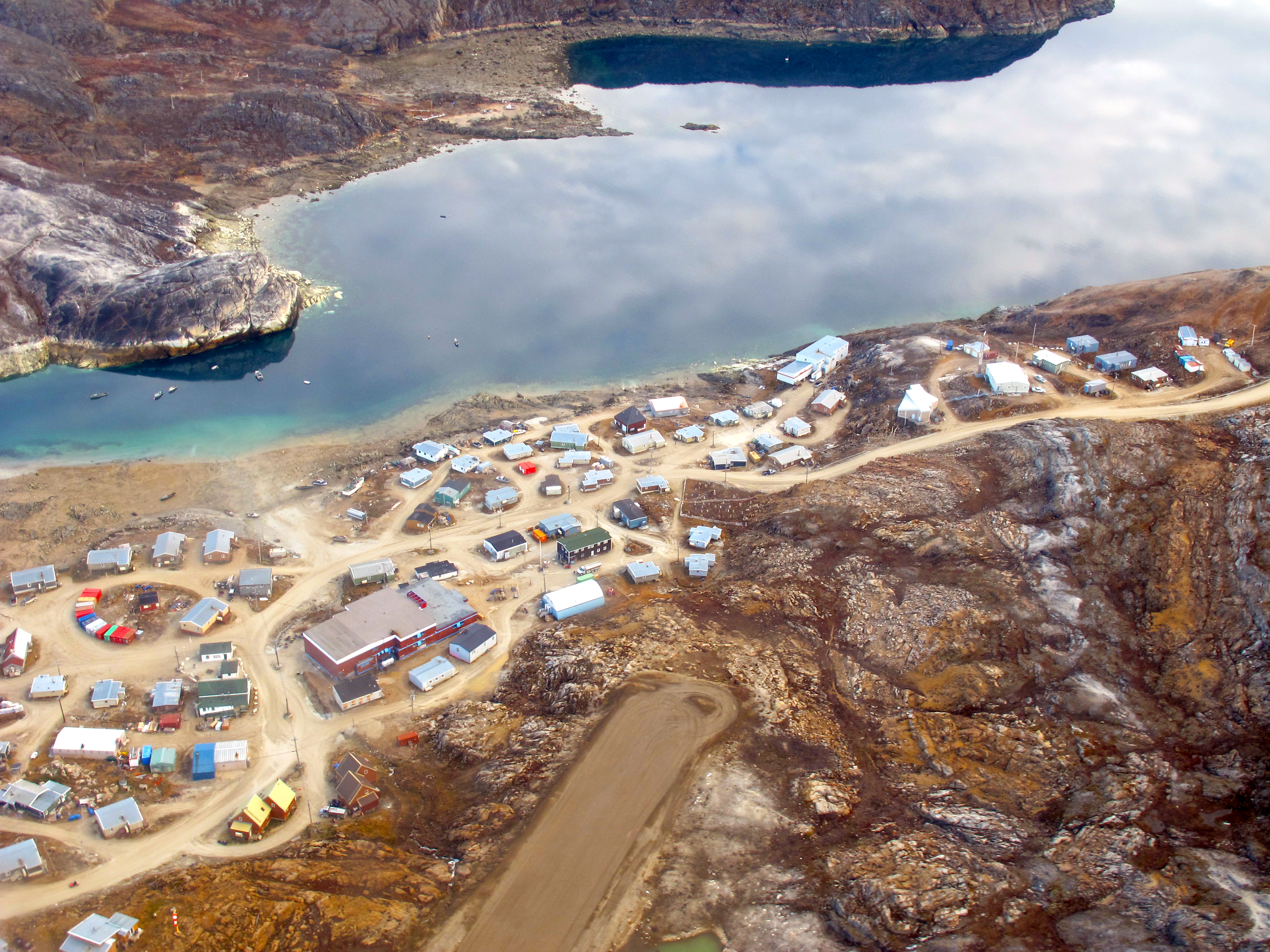
Overhead Kimmirut airport

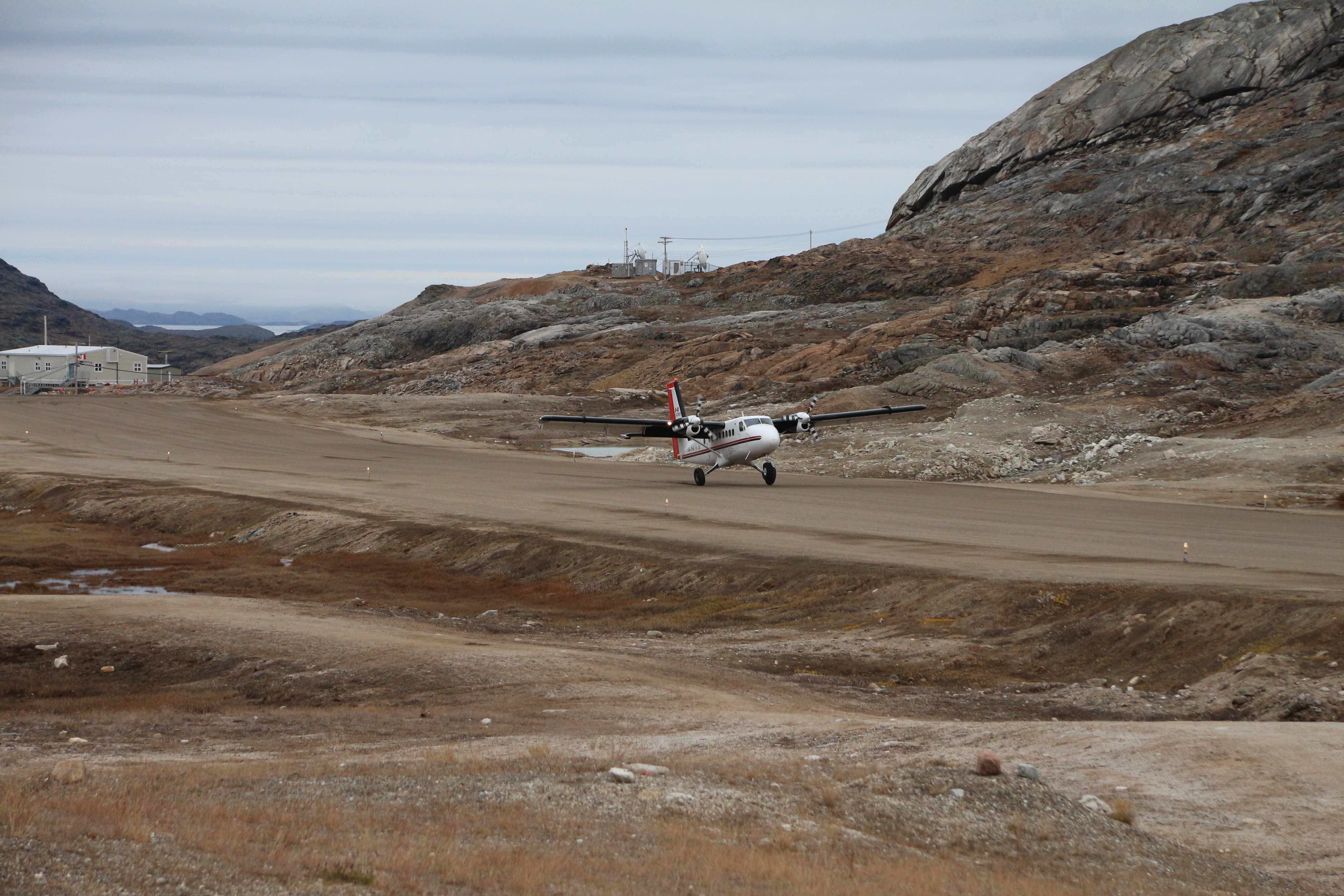
Twin Otter landing runway 34

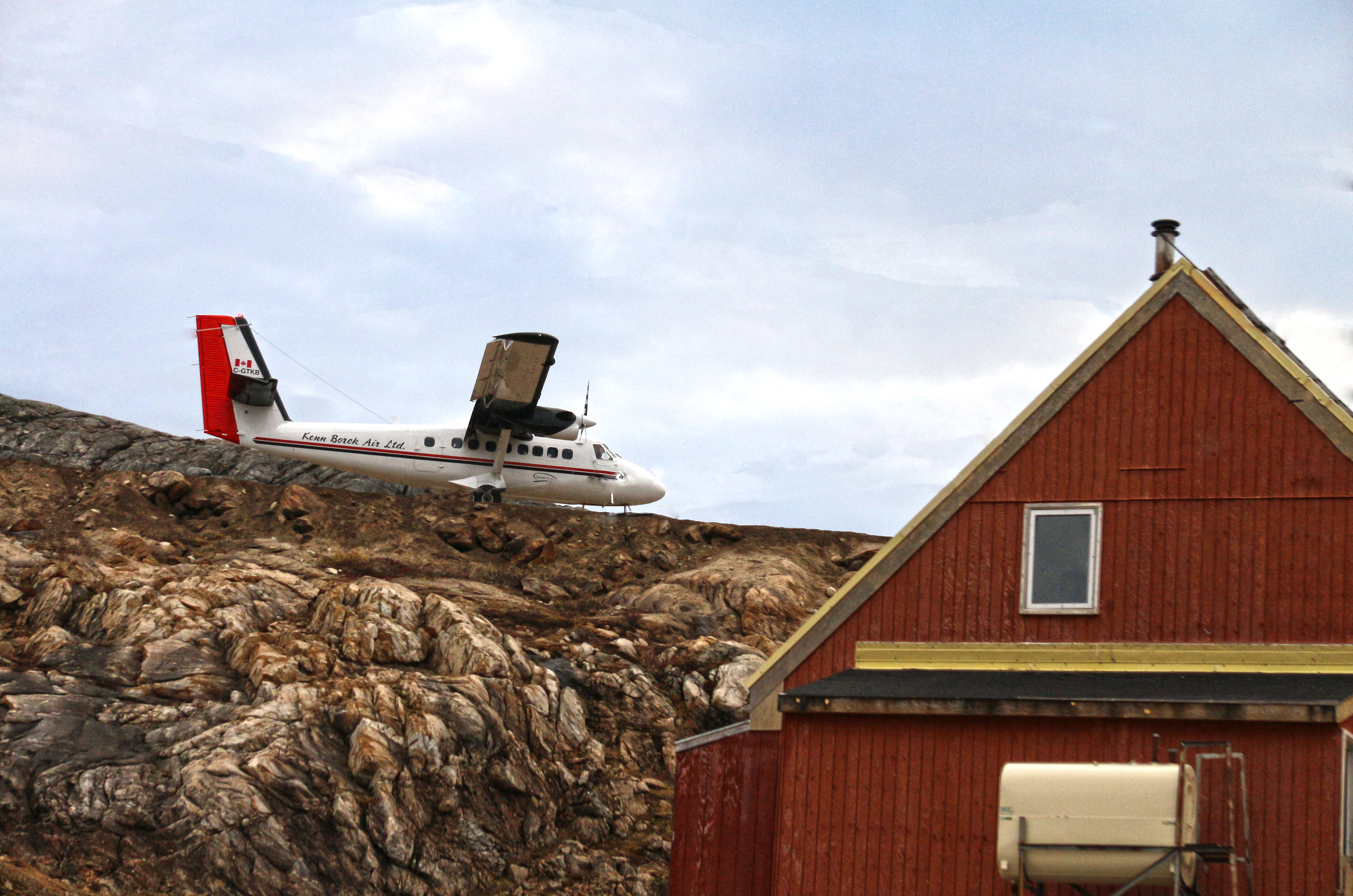
Twin Otter just landing on runway 34

| شرکت‌های هواپیمایی | مقصدهای پروازی |
| ----------------- | -------------- |
| First Air         | ایکالیوت       |